# Siffleur Mountain
Siffleur Mountain är ett berg i Kanada.   Det ligger i provinsen Alberta, i den centrala delen av landet, 3 000 km väster om huvudstaden Ottawa. Toppen på Siffleur Mountain är 3 098 meter över havet, eller 386 meter över den omgivande terrängen. Bredden vid basen är 3,1 km.
Terrängen runt Siffleur Mountain är huvudsakligen bergig, men den allra närmaste omgivningen är kuperad. Trakten runt Siffleur Mountain är nära nog obefolkad, med mindre än två invånare per kvadratkilometer.. Det finns inga samhällen i närheten. 
I omgivningarna runt Siffleur Mountain växer i huvudsak barrskog.